# Itohan Ebireguesele
Itohan Ebireguesele, née le 31 juillet 1990 au Bénin, est une haltérophile nigériane.

## Carrière
Elle est médaillée de bronze des moins de 69 kg aux Jeux du Commonwealth de 2010 à Delhi puis médaillée d'argent de la même catégorie aux Jeux du Commonwealth de 2014 à Glasgow.